# Santa della Pietà
Santa (également connue sous le nom de Sanza ou Samaritana della Pietà ; fl.  1725-1750 et morte après 1774, est une chanteuse, compositrice et violoniste italienne.

## Biographie
Enfant recueillie en bas âge à Pio Ospedale della Pietà, della Pietà reçoit une formation musicale complète en musique dès son plus jeune âge au coro, ou école de musique, rattachée au couvent. Elle est connue pour être contralto, violoniste et compositrice pendant les mandats de Giovanni Porta, Nicola Porpora et Andrea Bernasconi à la tête de l'école. Elle est également connue pour avoir étudié le violon avec Anna Maria della Pietà (″Anna Maria dal violin″) et pour lui avoir succédé comme directrice de l'orchestre de l'école vers 1740; à cette époque, elle interprète au moins six des concertos écrits par Antonio Vivaldi pour Anna Maria. Une pièce de Santa, une mise en scène du Psaume 113 des Vêpres en ré, nous sont parvenus. 
Della Pietà est l'une des cinq compositrices connues pour être sorties du coro de l'Ospedale ; les autres sont Anna Bon et les enfants trouvés Agata (en), Michielina (en) et Vincenta Da Ponte.